# Municipio de Tecumseh (Míchigan)
El municipio de Tecumseh (en inglés: Tecumseh Township) es un municipio ubicado en el condado de Lenawee en el estado estadounidense de Míchigan. En el año 2010 tenía una población de 1972 habitantes y una densidad poblacional de 60,26 personas por km².

## Geografía
El municipio de Tecumseh se encuentra ubicado en las coordenadas 42°1′49″N 83°55′3″O / 42.03028, -83.91750. Según la Oficina del Censo de los Estados Unidos, el municipio tiene una superficie total de 32.73 km², de la cual 32,55 km² corresponden a tierra firme y (0,55 %) 0,18 km² es agua.

## Demografía
Según el censo de 2010, había 1972 personas residiendo en el municipio de Tecumseh. La densidad de población era de 60,26 hab./km². De los 1972 habitantes, el municipio de Tecumseh estaba compuesto por el 94,98 % blancos, el 0,86 % eran afroamericanos, el 0,81 % eran amerindios, el 0,3 % eran asiáticos, el 0,41 % eran de otras razas y el 2,64 % eran de una mezcla de razas. Del total de la población el 4,46 % eran hispanos o latinos de cualquier raza.